# Десаи, Махадев
Махадев Харибхай Десаи (гудж. મહાદેવભાઈ દેસાઈ; 1 января 1892, Сурат, Бомбейское президентство  — 15 августа 1942, Пуна) — индийский политик, борец за свободу Индии от британского владычества, прозаик, переводчик. Первый многолетний личный секретарь Махатмы Ганди. Отец писателя Нарайяна Десаи.

## Биография
Сын сельского учителя. Увлекался литературой с раннего возраста. В 1913 году закончил обучение в колледже Эльфинстоун в области философии и права. Был специалистом по литературе на гуджаратском и английском языках. В 1946 году осуществил английский перевод эпоса «Бхагавадгита» с предисловием, написанным Ганди, который был впервые опубликован в том же году
За перевод книги Д. Морли «О компромиссе» на гуджарати был награждён Гуджаратским обществом Forbes.
Работал с Ганди с ноября 1917 года и оставался ближайшим соратником и доверенным лицом Ганди в течение 25 лет до своей смерти в 1942 году. Сыграл очень важную роль во многих проектах Ганди: занимался обработкой его обширной корреспонденции, координацией его посетителей и деловых встреч. Близкие знакомые говорили, что Десаи спас Ганди от десяти лет потраченного впустую времени, благодаря своим организаторским способностям. Поскольку Десаи работал в ашраме Ганди, где тяжелая физическая работа была в порядке вещей, это было для него само собой разумеющимся.
Подобно Ганди и индийским революционерам (сатьяграха), его преследовали британские власти, часто судили и сажали в тюрьму во время ненасильственных акций (1921, 1930, 1932, 1933, 1942)
Десаи скончался 15 августа 1942 года в возрасте 50 лет в результате сердечного приступа, находясь под арестом в Пуне вместе с Ганди и другими соратниками.

## Избранная библиография
- A Righteous Struggle

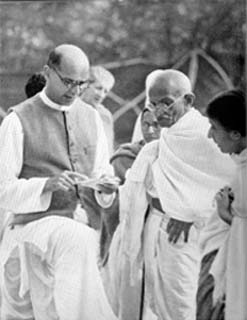
Махадев Десаи и Ганди. 1939

- The Story of My Experiments with Truth (Англ. перевод), 1927.
- With Gandhi in Ceylon, 1928.
- The Story of Bardoli, 1929
- Swadeshi-True and False, 1929.
- Unworthy of Wardha, 1929.
- Eclipse of Faith, 1929.
- The Nation’s Voice, 1932.
- The Epic of Travanancore, 1937.
- Gandhi Seva Sangh, 1940.